# Finnische Meisterschaften im Biathlon 1998
Die Finnischen Meisterschaften im Biathlon wurden 1998 am 11. und 12. Januar in Säkylä, am 24. und 25. Januar in Hollola sowie am 28. und 29. März in Lieksa ausgetragen. Es wurden sowohl für Männer als auch für Frauen jeweils ein Rennen im Einzel, dem Sprint, der Verfolgung, mit der Staffel und in der Mannschaft ausgetragen. Bei den Männern gewann Paavo Puurunen alle drei Titel in den Einzelrennen, bei den Frauen gewann Katja Holanti vier von fünf möglichen Titel.

## Männer

### Sprint
| Rang | Biathlet        | Zeit    | Fehler |
| ---- | --------------- | ------- | ------ |
| 1    | Paavo Puurunen  | 27.36,9 | 1      |
| 2    | Harri Eloranta  | 28.06,8 | 2      |
| 3    | Ville Räikkönen | 28.16,3 | 2      |

### Einzel
| Rang | Biathlet        | Zeit      | Fehler |
| ---- | --------------- | --------- | ------ |
| 1    | Paavo Puurunen  | 59.51,7   | 0      |
| 2    | Harri Eloranta  | 1.04.41,1 | 3      |
| 3    | Ville Räikkönen | 1.04.56,4 | 4      |

### Verfolgung
| Rang | Biathlet         | Zeit      | Fehler |
| ---- | ---------------- | --------- | ------ |
| 1    | Paavo Puurunen   | 1.00.44,7 | 8      |
| 2    | Jaakko Niemi     | 1.00.45,6 | 4      |
| 3    | Mikko Uusipaikka | 1.01.19,2 | 0      |

### Staffel
| Rang | Team                       | Biathleten                                                  | Zeit      | Fehler |
| ---- | -------------------------- | ----------------------------------------------------------- | --------- | ------ |
| 1    | Lieksan Hiihtoseura I      | Jukka Hautamäki Tatu Väänänen Jari Pursiainen Arto Nissinen | 1.33.28,0 | 1      |
| 2    | Ahveniston Ampumahiihtäjät | Mika Hakala Arto Hakala Markus Tainiola Ville Kotikumpu     | 1.34.03,8 | 1      |
| 3    | Kuhmo-Ski                  | Ismo Niva Esa Huotari Jani Mikkonen Paavo Puurunen          | 1.34.50,4 | 1      |

### Mannschaft
| Rang | Team                       | Biathleten                                                     | Zeit    | Fehler |
| ---- | -------------------------- | -------------------------------------------------------------- | ------- | ------ |
| 1    | Säkylän urheilijat         | Jani Narmio Harri Eloranta Johannes Kohonen Olli-Pekka Peltola | 30.03,0 | 5      |
| 2    | Kauhajoen Karhu            | Tommi Pantti Jarkko Kauhajärvi Ilari Köykkä Erkki Latvala      | 30.15,0 | 2      |
| 3    | Ahveniston Ampumahiihtäjät | Markus Tainiola Mika Hakala Arto Hakala Ville Kotikumpu        | 30.24,6 | 5      |

## Frauen

### Sprint
| Rang | Biathletin          | Zeit    | Fehler |
| ---- | ------------------- | ------- | ------ |
| 1    | Katja Holanti       | 23.45,5 | 1      |
| 2    | Tiina Mikkola       | 24.46,0 | 3      |
| 3    | Sanna-Leena Perunka | 24.59,9 | 1      |

### Einzel
| Rang | Biathletin       | Zeit    | Fehler |
| ---- | ---------------- | ------- | ------ |
| 1    | Niina Jyrkiäinen | 57.18,9 | 2      |
| 2    | Tiina Mikkola    | 57.27,7 | 4      |
| 3    | Eija Salonen     | 58.45,4 | 2      |

### Verfolgung
| Rang | Biathletin    | Zeit    | Fehler |
| ---- | ------------- | ------- | ------ |
| 1    | Katja Holanti | 57.49,3 | 2      |
| 2    | Tiina Mikkola | 58.28,9 | 4      |
| 3    | Eija Salonen  | 59.13,3 | 2      |

### Staffel
| Rang | Team                 | Biathletinnen                                | Zeit      | Fehler |
| ---- | -------------------- | -------------------------------------------- | --------- | ------ |
| 1    | Vehkalahden Veikot   | Tuija Vuoksiala Katja Holanti Hanna Kajosmaa | 1.24.32,0 | 3      |
| 2    | Kymin Koskenpojat    | Anu Moilanen Pälvi Suurnäkki Tiina Mikkola   | 1.26.00,4 | 0      |
| 3    | Kärkölän Kisa-Veikot | Eija Salonen Katja Jokela Anu Markkola       | 1.26.19,3 | 3      |

### Mannschaft
| Rang | Team                       | Biathletinnen                                | Zeit      | Fehler |
| ---- | -------------------------- | -------------------------------------------- | --------- | ------ |
| 1    | Vehkalahden Veikot         | Katja Holanti Hanna Kajosmaa Tuija Vuoksiala | 30.03,9   | 4      |
| 2    | Ahveniston Ampumahiihtäjät | Marjo Kokko Marja Papinsaari Anita Nyman     | 1.26.00,4 | 0      |
| 3    | Kymin Koskenpojat          | Tiina Mikkola Pälvi Suurnäkki Anu Moilanen   | 1.26.19,3 | 3      |